# Mercari
Mercari（日语： Merukari */?；東證Mothers：4385），台湾官方称美露可利，中国民眾俗称“煤炉”，是一家日本網路公司，以營運同名的網路二手交易平台「Mercari」為主要業務。總部位於東京的六本木新城森大樓內。

## 沿革
山田進太郎於2013年創立，至2016年時成為日本第一間獨角獸公司。截至2016年底，Mercari在日本的下載量超過3500萬，在美國超過2000萬，日本用戶以20歲至30歲的女性為大宗。Mercari提供用戶販售物品，不收取物品上架費用，而是以抽取百分之十的交易費用為主要盈利來源。Mercari的商品種類五花八門，遍及服裝、生活用品等，甚至還有人販售用過的口紅和離婚證書。有部分商品曾出現在Mercari上，但因為引發爭議而被禁止，例如流通貨幣、電腦病毒和贓物。
2023年11月1日，Mercari正式入驻中华人民共和国的二手交易平台闲鱼。
2024年8月29日，Mercari宣布将以“美露可利”名义通过跨境交易拓展至台湾。
2025年5月7日，Mercari將跨境電商服務延伸至香港。

## 外部鍵結
- 株式會社Mercari （页面存档备份，存于） - 公司官方網站
- Mercari （页面存档备份，存于） - 線上業務網站
- Mercari的X（前Twitter）
- Mercari的Facebook專頁
- Mercari的Instagram帳戶
- YouTube上的Mercari頻道